# ترک مخاصمه (فیلم)
ترک مخاصمه (انگلیسی: Armistice) فیلمی در ژانر ترسناک ، فراطبیعی و مهیج به کارگردانی لوک ماسی است که در سال ۲۰۱۳ منتشر شد.

این فیلم درباره مبارزه یک مرد برای حفظ انسانیت و سلامت عقلی پس از سالیان زیاد حبس کشیدن است.

از بازیگران این فیلم می‌توان به جوزف مورگان و مت رایان اشاره کرد.